# 神奈川県野球交流戦
神奈川県野球交流戦（かながわけん・やきゅうこうりゅうせん）は、神奈川県に本拠地を置くプロ野球・社会人野球・大学野球が共同で横須賀スタジアムを会場とした野球の交流戦である。かつてはトーナメント大会として開催されていた。

## 概要
この大会は神奈川県横浜市に本拠地を置いている横浜DeNAベイスターズが神奈川県の野球振興を通した地域貢献活動の一環として行い、これまで実現しなかったプロと大学・社会人のアマチュア野球団体が一体となってのトーナメント大会を通して、広く野球というスポーツを多くのファンに浸透させることを目指している。
もともとプロアマ交流戦の開始直後から横浜と日産自動車の定期戦が2009年の日産自動車の活動休止まで行われており、交流戦はこれが母体となっている。
2019年まで大学側で出場する2チームは神奈川大学野球連盟春季大会の上位入賞校であった。
2019年からは試合前に各チームの選手が講師を務める野球ふれあい教室も開催している。
2020年から3年間開催がなかったものの、2023年より復活。2020年から独立リーグのルートインBCリーグに所属している神奈川フューチャードリームスも参加することとなった。トーナメント大会ではなくなり、各団体がそれぞれ選抜チームを結成して行う交流戦に変更となった。

## 歴代結果
2013年（第1回）
- この大会では当初JX-ENEOSが参加する予定だったが、第84回都市対抗野球大会の優勝特典としてカナダで同時期に行われる「2013ワールドベースボールチャレンジ」へ参加するため出場辞退となり、代わって同年の春季リーグ戦で3位だった横浜商科大学が参戦した[4]。
- 第1回大会は2回戦以降の3試合を1日で消化するスケジュールが組まれていた。

1回戦 DeNAファーム 5－4 桐蔭横浜大学
1回戦 関東学院大学 4－0 三菱重工横浜
2回戦 東芝 2－1 DeNAファーム
2回戦 関東学院大学 2－1 横浜商科大学
決勝戦 関東学院大学 7-1 東芝
2014年（第2回）
- この年以降、大会日程が2日間から3日間に延長された。

1回戦 三菱日立パワーシステムズ横浜 8－4 桐蔭横浜大学
1回戦 DeNAファーム 12－6 神奈川大学
2回戦 JX-ENEOS 14－1 三菱日立パワーシステムズ横浜
2回戦 DeNAファーム 5－3 東芝
決勝戦 JX-ENEOS 8－5 DeNAファーム
2015年（第3回）
- この年から、7回終了時点で7点差以上がついた場合はコールドゲームとなるように改められた。

1回戦 DeNAファーム 4－3 神奈川大学
1回戦 東芝 6－1 関東学院大学
2回戦 DeNAファーム 6－2 三菱日立パワーシステムズ横浜
2回戦 東芝 10－0 JX-ENEOS（7回コールド）
決勝戦 DeNAファーム 2x－1 東芝（延長14回）
2016年（第4回）
1回戦 三菱日立パワーシステムズ横浜 5－4 関東学院大学（延長10回タイブレーク）
1回戦 DeNAファーム 6－1 桐蔭横浜大学
2回戦 JX-ENEOS 7－0 三菱日立パワーシステムズ横浜（7回コールド）
2回戦 東芝 2－0 DeNAファーム
決勝戦 JX-ENEOS 3－0 東芝
2017年（第5回）
- この年は悪天候により、予定されていた3日間のうち2日の試合が中止となり、1回戦だけが行われた。

1回戦 DeNAファーム 5－2 桐蔭横浜大学
1回戦 三菱日立パワーシステムズ 5－0 神奈川大学
2018年（第6回）
- 日本野球連盟のタイブレーク制度改正に伴い、この大会も延長タイブレークが無死1・2塁、打者は前のイニング最後の打者からの継続打順のスタートと改められた。

1回戦 DeNAファーム 1－0 神奈川大学
1回戦 JX-ENEOS 9－2 桐蔭横浜大学（7回コールド）
2回戦 DeNAファーム 4－0 東芝
2回戦 JX-ENEOS 3－2 三菱日立パワーシステムズ
決勝戦 DeNAファーム 7－1 JX-ENEOS
2019年（第7回）
1回戦 桐蔭横浜大学 6－3 DeNAファーム
1回戦 JX-ENEOS 4－3 神奈川大学
2回戦 三菱日立パワーシステムズ 8－1 桐蔭横浜大学（8回コールド）
2回戦 JX-ENEOS 3－1 東芝
決勝戦 JX-ENEOS 4－3 三菱日立パワーシステムズ
2023年（第8回）
- 4年ぶりの開催。トーナメント大会ではなくなった。
- 延長戦は行わない。

第1試合 神奈川FD 2-2 大学野球選抜
第2試合 DeNAファーム 0-11 社会人野球選抜
2024年（第9回）
第1試合 社会人野球選抜 5ｰ1 神奈川FD
第2試合 大学野球選抜 5ｰ5 DeNAファーム